# Volodymyr Lytvyn
Volodymyr Mykhaylovytch Lytvyn (en ukrainien : Володимир Михайлович Литвин), né le 9 avril 1956 à Sloboda-Romanivs'ka (oblast de Jytomyr), est un homme politique ukrainien, président par deux fois de la Rada, le parlement monocaméral ukrainien, du 28 mai 2002 au 6 juillet 2006 puis du 9 décembre 2008 au 12 décembre 2012.

## Biographie

### Vie personnelle
Volodymyr Lytvyn est né à Sloboda-Romanivs’ka, un village du raïon de Novohrad-Volyns’ky de l'oblast de Jytomyr.
Son père, Mykhaïlo Klymovytch (1930) et sa mère Oľha Andriïevna (1929) étaient des paysans. Il a deux frères, le général Mykola Lytvyn (né en 1961) et le lieutenant-général Petro Lytvyn (né en 1967).
Marié à l'économiste Tetiana Konstiantynivna (née en 1960), Lytvyn a deux enfants.

### Parcours politique
Sa carrière politique a débuté comme un analyste au sein du Comité central du Parti communiste de l'Union soviétique. Il est devenu un des principaux adjoints du président Leonid Koutchma. Il fait partie des dirigeants accusés d'avoir participé au scandale de la cassette vidéo et à l'enlèvement de Georgiy Gongadze.

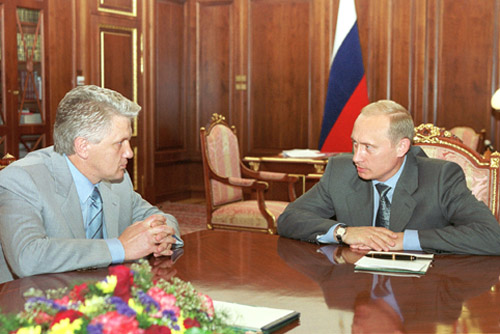
Volodymyr Lytvyn et Vladimir Poutine en 2001.

Il est élu député en mars 2002 sur la coalition électorale За Єдину Україну! (Pour l'Ukraine unie !), dans une circonscription électorale nationale (à la représentation proportionnelle, premier de sa liste). 
Aux élections parlementaires de mars 2006, candidat en tête de sa propre liste, Lytvyn n'est pas réélu. En revanche, les élections législatives qui ont lieu l'année suivante permettent à son tout nouveau parti, le Bloc Lytvyn, de remporter 20 des 450 sièges de la Rada d'Ukraine, avec près de 4 % des suffrages exprimés. Il entre dans l'opposition au nouveau gouvernement formé par Ioulia Tymochenko et soutenu par une étroite majorité de 228 députés du Bloc Ioulia Tymochenko et du Bloc Notre Ukraine du président Viktor Iouchtchenko.

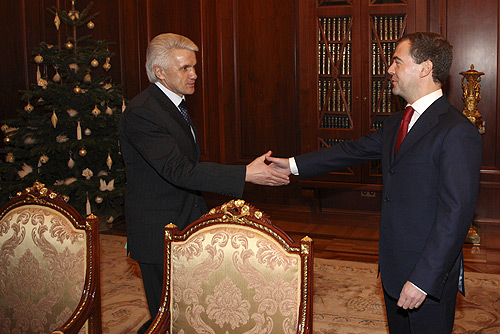
Volodymyr Lytvyn et Dmitri Medvedev en 2008.

Volodymyr Lytvyn profite de la crise politique opposant une nouvelle fois le Premier ministre Tymochenko au Président de la République Iouchtchenko depuis août 2008 pour reprendre la présidence de la Rada le 9 décembre de la même année, annonçant dans la foulée la formation d'une nouvelle coalition alliant son parti au Bloc Ioulia Tymochenko et à Notre Ukraine. Après des négociations, les trois partis signent officiellement un accord de coalition le 16 décembre. Il n'est pas certain que cette coalition soit en mesure de mettre un coup d'arrêt au processus d'organisation d'élections législatives anticipées, bien que Volodymyr Lytvyn ait promis que la Rada poursuivrait son travail jusqu'en 2012.
Volodymyr Lytvyn se présente à l'élection présidentielle de 2010. Au premier tour, il obtient 578 883 suffrages, soit 2,35 %.

## Distinction
Il est nommé Héros d'Ukraine 9 décembre 2004.